# حاسوب فائق مصغر
تُشكل أجهزة الحاسوب فائقة السرعة الصغيرة فئة من أجهزة الحاسوب قصيرة الأجل التي ظهرت في منتصف الثمانينيات من القرن العشرين. مع تزايد انتشار الحوسبة العلمية التي تستخدم المعالجات الشعاعية، أدت الحاجة إلى ابتكار أنظمة أقل تكلفة يمكن استخدامها على مستوى الإدارات بدلاً من مستوى الشركات إلى فرصة لبائعي أجهزة الحاسوب الحديثة لدخول السوق. وعلى سبيل التعميم، تصل الأسعار المستهدفة لأجهزة الحاسوب الأصغر إلى عُشر سعر أجهزة الحاسوب فائقة السرعة الأكبر. كما تميّزت أنظمة الحاسوب هذه بالجمع بين المعالجة الشعاعية والمعالجة المتعددة المنخفضة.
وهناك العديد من السمات التقنية، والاقتصادية، والسياسية البارزة التي تُميّز أجهزة الحاسوب فائقة السرعة الصغيرة. أولاً، كانت أكثر تنوعًا في تصميماتها من أجهزة الحاسوب الكبيرة وأجهزة الحاسوب الصغيرة وأقل تنوعًا في البرامج. ثانيًا، أدت التطورات في الدوائر فائقة التكامل (VLSI) إلى خفض سعرها (سعر ضئيل). وكان الهدف من تسويق هذه الأجهزة أن تكون بتكلفة مناسبة، وسريعة التصنيع. ثالثًا، الجدير بالذكر أن الشركات التي لم تقم بتصنيع أجهزة الحاسوب فائقة السرعة الصغيرة: هم: داخل الولايات المتحدة الأمريكية، شركة آي بي إم (IBM) وصانعو أجهزة الحاسوب الكبيرة التقليدية، ومن خارج الولايات المتحدة:، بائعو أجهزة الحاسوب فائقة السرعة اليابانية وروسيا (بالرغم من محاولاتها لتصنيع أجهزة الحاسوب الصغيرة).
أدى ظهور محطات العمل العلمية ذات الأسعار المنخفضة، القائمة على المعالجات الدقيقة ذات وحدات معالجة النقط العائمة عالية الأداء في التسعينيات من القرن العشرين (مثل إم آي بي إس آر 8000، آي بي إم باور 2، وويتك، إلى تقليل معدل الطلب على هذه الفئة من أجهزة الحاسوب.
قامت مجلة داتاميشن الصناعية بصياغة المصطلح «كرايتي» والذي يعني بإيجاز مجموعة التعليمات المتوافقة مع شركة كراي ريسيرش.

## الشركات البارزة في تصنيع أجهزة الحاسوب فائقة السرعة الصغيرة (حسب الترتيب الأبجدي)
- أميتك معهد كاليفورنيا للتكنولوجيا كالتيتش/إنتل القائمة على المكعب الزائدي
- أليانت لأنظمة الحاسوب (تأسست في عام 1982 كأنظمة تدفق للبيانات; وأفلست عام 1992)
- أمريكان سوبر كمبيوتر (أسسها مايك فلين، وفشلت في مرحلة التمويل الثانية)
- أسترونوتكس (أسسها جيم سميث، يو. ويسكونسن.)
- بي بي إن
- كونفكس كمبيوتر (تأسست عام 1982 كبارسك; وحصلت عليها هيوليت باكارد عام 1995)
- كالير هاريس (CHI)
- كالير العلمية
- كايدروم (تأسست عام 1984)
- ديك (فاكس 9000)
- شركة إليكسي (تأسست عام 1979)
- إنكور كمبيوتر (تأسست عام 1983; حصلت عليها مختبرات هندسة النظم)
- أفانز أند ساذرلاند (شركة حاسوب، ماونتن فيو، كاليفورنيا)
- فليكسبل كمبيوتر (FLEX) (أسست في تكساس)
- فلوتنج بوينت سيستمز (أسست عام 1970; حصلت عليها كراي ريسيرش عام 1991)
- ساكسبي
- هال لأنظمة الحاسوب
- آي بي إم (إي إس/9121 مع وسيلة موجهة ناقلة)
- آي سي إل (داب)
- ساحة كيندال للبحث
- مختبرات كي
- ماس بار
- ميكو العلمية
- مالتي فلو كمبيوتر (أسست عام 1984; توقفت عن العمل عام 1990)
- ميرياس
- بريزما
- بارسيتك
- بيراميد تكنولوجي
- أنظمة الحاسوب العلمية (تأسست عام 1983; تحولت إلى شبكة تطوير عالية السرعة في عام 1989; متوقفة عن العمل في الوقت الحالي)
- سيكونت (إذا كانت إنكور ضمن هذه الشركات المعتبرة، فإن الشركتين التاليتين كذلك أيضًا)
- سولبورن
- سوبرينام
- سوبريتك كمبيوترز (تأسست عام 1985; حصلت عليها كراي ريسيرش عام 1990)
- شركة ثنكنج ماشين